# Chính Nghĩa
Chính Nghĩa là một xã thuộc huyện Kim Động, tỉnh Hưng Yên, Việt Nam.

## Địa lý
Xã Chính Nghĩa nằm ở phía đông bắc huyện Kim Động, cách thành phố Hưng Yên 10 km, có vị trí địa lý:
- Phía tây giáp xã Phạm Ngũ Lão
- Phía nam giáp thị trấn Lương Bằng
- Phía bắc giáp xã Diên Hồng và xã Phạm Ngũ Lão.

Xã Chính Nghĩa có diện tích 6,53 km², dân số năm 2019 là 6.844 người, mật độ dân số đạt 1.949 người/km².
Chính Nghĩa có địa hình tương đối bằng phẳng, đất đai màu mỡ, rất thuận lợi cho phát triển nông nghiệp và là điều kiện quan trọng để dân cư sớm tập trung đông đúc định cư, lập nghiệp.

## Hành chính
Xã Chính Nghĩa được chia thành 4 thôn: Dưỡng Phú, Tạ Hạ, Tạ Trung, Tạ Thượng.

## Lịch sử
Là vùng đất có lịch sử lâu đời từ thời kỳ các vua Hùng dựng nước, có thôn Dưỡng Phú là làng Việt cổ xưa lâu đời.
Trước năm 1945, đơn vị hành chính gồm có các cấp: tỉnh, phủ, huyện, tổng, xã. Cấp xã lúc đó tương đương cấp thôn ngày nay, xã Dưỡng Phú (trước có cổ danh là Dưỡng Phúc nhưng vì kiêng húy chữ Phúc trong họ đệm các vua nhà Nguyễn nên đổi thành Phú ) thuộc tổng Bằng Ngang, xã Tạ Xá thuộc tổng Tạ Xá. Địa giới xã Tạ Xá so vào ngày nay là các thôn Tạ Hạ (hay làng Hạ Sảo hay làng Theo), Tạ Trung (hay tè Đông) và Tạ Thượng (hay Tè Thượng).
Tháng 12 năm 1946, do yêu cầu của cách mạng xã Tân Tiến được thành lập trên cơ sở hợp nhất xã Dưỡng Phú với xã Tạ Xá thuộc huyện Kim Động, phủ Khoái Châu.
Sau đó chính quyền xoá bỏ cấp phủ và tổng lập các đơn vị hành chính là tỉnh, huyện, xã, thôn. Theo đó xã Tân Tiến thuộc huyện Kim Động.
Tháng 6 năm 1948, do yêu cầu của cách mạng cấp trên quyết định hợp nhất xã Tân Tiến với xã Cửu An thành xã Chính Nghĩa.
Ngày 20 tháng 6 năm 1955, tại đình thôn Động Xá cấp trên quyết định tách xã Chính Nghĩa thành 2 xã là xã Cửu An cũ lấy tên mới là xã Lương Bằng (nay là thị trấn Lương Bằng) và xã Tân Tiến cũ được giữ tên cũ xã Chính Nghĩa.
Năm 1968, tỉnh Hưng Yên được hợp nhất với tỉnh Hải Dương thành tỉnh Hải Hưng.
Năm 1977, nhà nước quyết định đổi tên xã Chính Nghĩa thành xã Tạ Xá.
Năm 1979 theo QĐ 79-CP của Hội đồng Chính phủ, huyện Kim Động sáp nhập với huyện Ân Thi thành huyện Kim Thi và xã Tạ Xá thuộc huyện Kim Thi.
Năm 1993, Chính phủ quyết định đổi lại tên xã Tạ Xá thành xã Chính Nghĩa.
Năn 1996 thực hiện nghị định số 50 ngày 27-1-1996 của thủ tướng Chính phủ, huyện Kim Động được tái lập, xã Chính Nghĩa thuộc huyện Kim Động.
Đến năm 1997 tỉnh Hưng Yên được tái lập, xã Chính Nghĩa vẫn thuộc huyện Kim Động.

## Văn hóa
Là xã có truyền thống văn hoá lâu đời nên trong địa bàn xã có nhiều di tích lịch sử văn hoá như Đình Dưỡng Phú, Đình Tạ Trung, Đền Thọ Vực và tiêu biểu là di tích LSVH Miếu Mái - Chùa Dưỡng Phú ở cụm di tích này còn lưu giữ được nhiều di vật cổ thời Trần như 1 ngôi mộ cổ của bà chúa Phận Nguyễn Thị La là cung phi đệ nhị của vua Trần Anh Tông đã được viện khảo cổ học tiến hành khai quật năm 1975 trong đó có tháp đất nung, tiền cổ thời Lý- Trần gạch ngói hoa văn thời Trần và 1 bệ đá hoa sen cũng được tạo tác trong thời gian này trên bệ được khắc các mẫu hoa văn Rồng mây của nền mỹ thuật thời Trần, bốn góc có chim thần đang nâng đội bệ toà sen.
Là 1 xã có truyền thống cách mạng, trước cách mạng tháng Tám có đồng chí Hoàng Quốc Việt về hoạt động, nhiều gia đình trong xã tham gia nuôi giấu cán bộ cách mạng cho đến khi giành được độc lập, xã đã được nhà nước công nhận là AHLL vũ trang thời kì kháng chiến chống Pháp. Là mảnh đất hiếu học từ xưa có cụ Nguyễn Mậu Thông đỗ Đệ tam giáp đồng Tiến sĩ xuất thân, khoa Canh Tuất niên hiệu Cảnh Lịch thứ 3. (1550) đời Mạc Phúc Nguyên. Làm quan đến chức Giám sát Ngự sử đến nay xã có nhiều tiến sĩ, giáo sư như giáo sư Đỗ Ninh, giáo sư Ngô Hàm và có 2 vị tướng lão thành cách mạng là đại tướng Nguyễn Quyết, thượng tướng Nguyễn Trọng Xuyên.

## Giao thông
Chính Nghĩa nằm ven sông Cửu An và Quốc lộ 39A chạy từ phố Nối qua thôn Tạ Thượng, phố Ngàng đến thành phố Hưng Yên qua Triều Dương sang Thái Bình.
Quốc lộ 38B chạy qua địa phận Chính Nghĩa từ phố Ngàng ra huyện lỵ Ân Thi đến Kẻ Sặt hợp vào Quốc lộ 5 đi tỉnh Hải Dương và thành phố Hải Phòng.